# Filetia lanceolata
Filetia lanceolata är en akantusväxtart som beskrevs av Cornelis Eliza Bertus Bremekamp. Filetia lanceolata ingår i släktet Filetia och familjen akantusväxter. Inga underarter finns listade i Catalogue of Life.